# Hemelytroblatta minuta
Hemelytroblatta minuta är en kackerlacksart som först beskrevs av Bei-Bienko 1935.  Hemelytroblatta minuta ingår i släktet Hemelytroblatta och familjen Polyphagidae.
Artens utbredningsområde är Turkmenistan. Inga underarter finns listade i Catalogue of Life.